# Hipoteza Czerwonej Królowej
Hipoteza Czerwonej Królowej – koncepcja wyjaśniająca między innymi proces „ewolucyjnego wyścigu zbrojeń”, powstała w 1973.
Twórca hipotezy Czerwonej Królowej, ewolucjonista Leigh Van Valen z uniwersytetu w Chicago, założył, że silna konkurencja wymusza stałe zmiany ewolucyjne o charakterze kierunkowym. Przykładem jest „wyścig zbrojeń” pomiędzy drapieżnikami i ich ofiarami (drapieżniki są coraz szybsze i sprawniejsze i lepiej „uzbrojone” dlatego, że ich ofiary są coraz szybsze i sprawniejsze). Nazwa hipotezy jest zapożyczeniem z powieści Lewisa Carrolla Po drugiej stronie lustra (w powieści Czerwona Królowa szachów, biegnąc bez przerwy wraz ze zmieniającym się otoczeniem, mówiła do Alicji: Tutaj (...), aby utrzymać się w tym samym miejscu, trzeba biec ile sił.).
Koncepcja Czerwonej Królowej to koncepcja względności wszelkiego postępu. Zasada ta jest szczególnie dobrze obserwowana wśród drapieżników i ich ofiar bądź pasożytów i ich żywicieli, gdyż towarzyszy temu zjawisku ewolucyjnemu zarówno działanie antagonistyczne, jak i działanie polegające na współpracy. Inaczej mówiąc: wymierają te gatunki, które są mniej plastyczne od rywali.